# Caecotrophie
Als Caecotrophie (von Caecum und Trophie, deutsche Schreibweise auch Zäkotrophie) bezeichnet man die regelmäßige Aufnahme einer besonderen Form von Kot (Blinddarmkot) durch einige Arten von Pflanzenfressern, wodurch diese eine bessere Ausnutzung der schwer verdaulichen Pflanzennahrung erreichen. Die Caecotrophie ist eine Spezialform der Koprophagie (des Kotverzehrs). Man findet diese besondere Anpassung an die pflanzliche Ernährung unter anderem bei Nagetieren (Rodentia) und Hasenartigen (Lagomorpha).
Diese Tiere produzieren zwei Formen von Kot. Tagsüber geben sie den normalen, dunklen Kot in Form kleiner trockener Ballen ab, der nicht gefressen wird. Dieser enthält auch keine verwertbaren Nahrungsreste mehr.
Während der Ruheperiode scheiden diese Tiere jedoch den sogenannten Blinddarmkot aus. Dies sind feuchte, in Schleim eingehüllte, weiche und hellere Kugeln oder Trauben, sogenannte Caecotrophe. Die Tiere nehmen diese nach der Ausscheidung vom Anus sofort wieder auf und verschlucken sie unzerkaut. Dieser Vorgang ist meist als eine Art Putzbewegung bei den Tieren zu beobachten. Die wiederaufgenommenen Caecotrophe werden zunächst im vorderen Fundusteil des Magens gespeichert, wo sie, von einer Membran umhüllt, für mehrere Stunden weiter bakteriell vergoren werden. Dabei entsteht unter anderem Milchsäure. Der Fundus der Tiere fungiert also in ähnlicher Weise wie der Pansen der Wiederkäuer als Gärkammer. Erst später werden die restlichen Caecotrophe nach und nach mit dem restlichen Mageninhalt verdaut.
Der Vorteil dieses Verhaltens liegt in der besseren Verwertung der Nahrung. Das Material dieser Kugeln stammt aus dem Blinddarm, wo es bereits einer bakteriellen Vergärung unterworfen wurde. Es ist wesentlich eiweiß- und bakterienreicher als der normale Kot. Zudem kann durch die mehrfache bakterielle Vergärung auch ein größerer Anteil an Cellulose verwertet werden. Die zweimalige Passage von 80 bis 100 Prozent der Nahrung durch den Darmkanal und die damit verbundene bessere Ausnutzung der von den Bakterien aufgeschlossenen Nahrung ist für die Ernährung der Tiere von entscheidender Bedeutung. Auch die hinreichende Versorgung der Tiere mit Vitaminen, besonders der B-Gruppe, die von Bakterien gebildet werden, wird durch die Koprophagie gewährleistet. 
Der Anteil des Blinddarmkots am gesamten Kot liegt bei über 30 %. Wenn die Koprophagie verhindert wird, benötigen Ratten zusätzliche Vitamin-K- und Biotin-Quellen. Mangelsymptome anderer Vitamine treten früher auf, und ihre Wachstumsrate ist trotz reichlicher Ernährung um 15 bis 25 Prozent herabgesetzt. Die Größe des Blinddarms ist bei den Nagetieren sehr unterschiedlich. Eine Korrelation zur Ernährungsweise ist sehr deutlich.